# 杉山春樹
杉山 春樹（すぎやま はるき、1980年5月7日 - ）は、茨城県北相馬郡利根町出身の元プロ野球選手（投手）。右投右打。現在は埼玉西武ライオンズプロスカウト。

## 来歴・人物
竜ヶ崎第一高校時代からプロ注目の投手であったが、卒業後は専修大学に進学。大学時代は、1年上に酒井泰志、同期に江草仁貴らの投手陣が揃っており主戦格ではなかった。1部リーグは1年春と4年秋のみで、通算2試合に登板、0勝0敗、防御率0.00。
大学では1年夏に右ひじを手術後あまり登板機会はなく、4年以降は大学に籍を置き1年間アルバイト生活をしながら、プロ入りを目指し練習を行なっていた。2003年のドラフト会議にて西武ライオンズから8巡目の指名を受け入団。
一軍登板がないまま、2006年9月30日に戦力外通告を受け現役引退。そのまま西武の打撃投手となった。

## 詳細情報

### 年度別投手成績
一軍試合出場なし

### 背番号
- 62 （2004年 - 2006年）
- 08 （2007年 - 2014年）